# ریچی ماکوما مپاسا
ریچی ماکوما مپاسا (انگلیسی: Ritchie Makuma Mpasa؛ زادهٔ ۶ مهٔ ۱۹۸۵) بازیکن فوتبال اهل فرانسه است.
از باشگاه‌هایی که در آن بازی کرده‌است می‌توان به باشگاه ورزشی آمیان و باشگاه فوتبال آنژه اشاره کرد.